# Phyllanthus bahiensis
Phyllanthus bahiensis är en emblikaväxtart som beskrevs av Johannes Müller Argoviensis. Phyllanthus bahiensis ingår i släktet Phyllanthus och familjen emblikaväxter. Inga underarter finns listade i Catalogue of Life.

## Bildgalleri

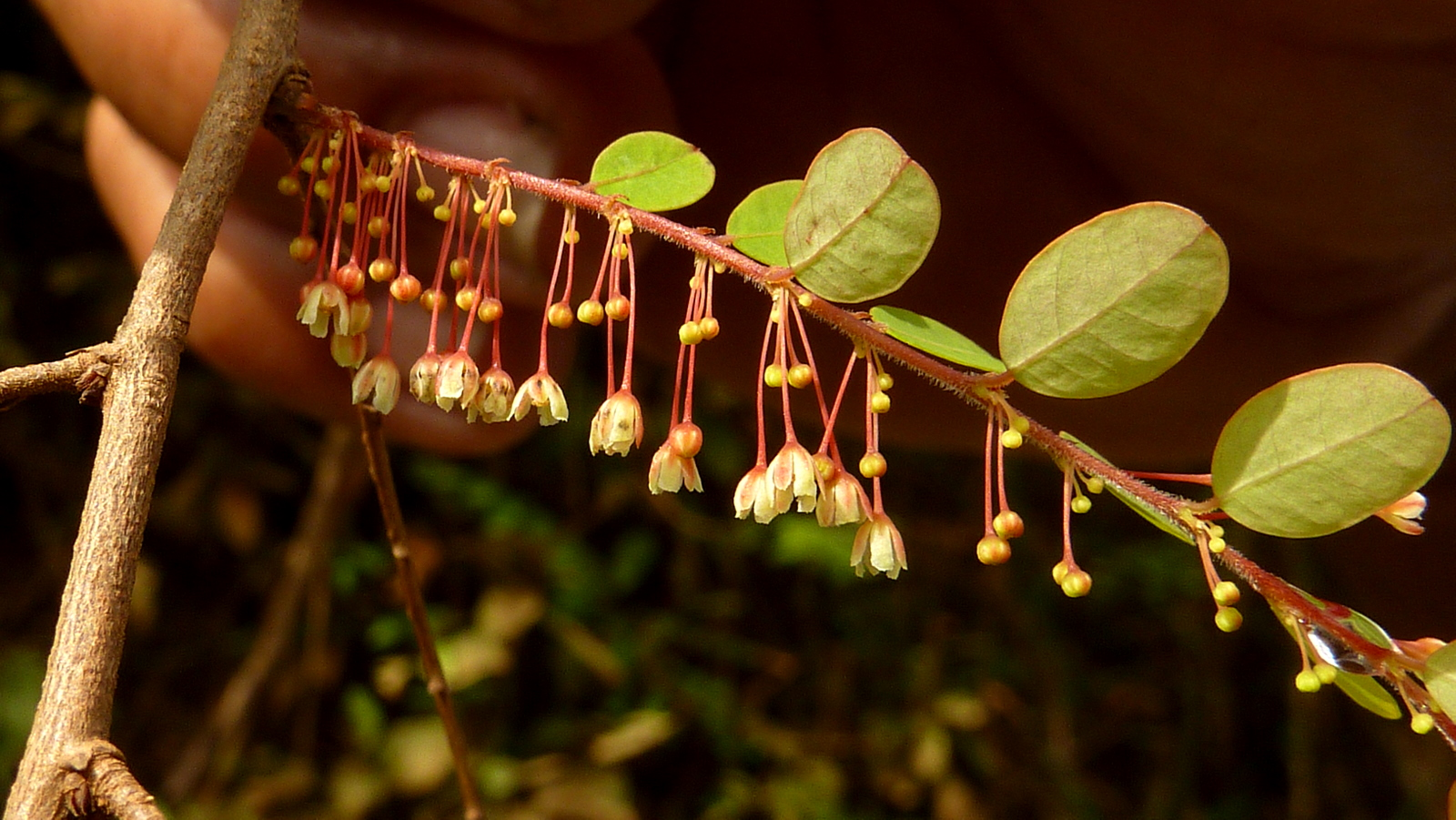
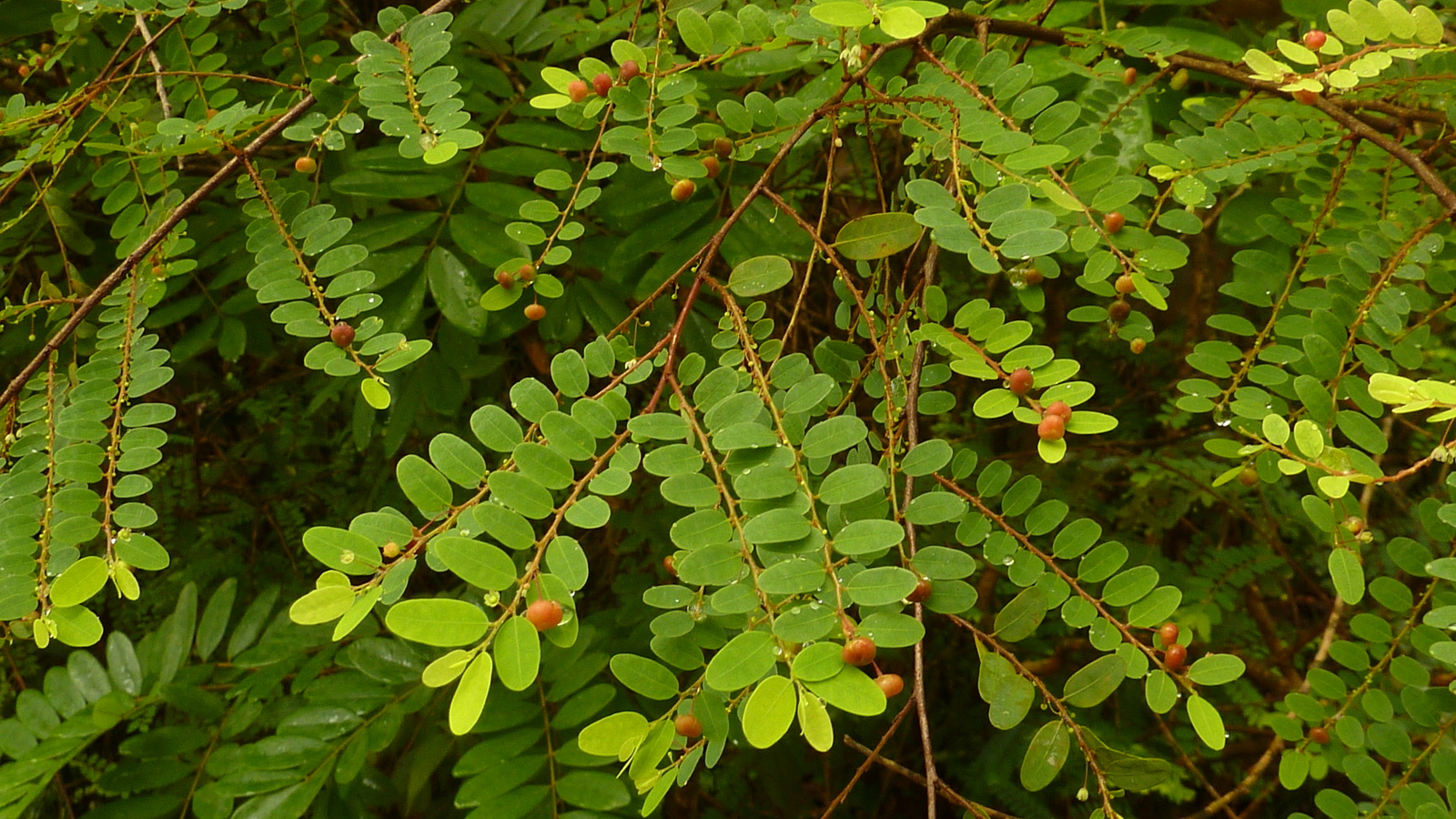
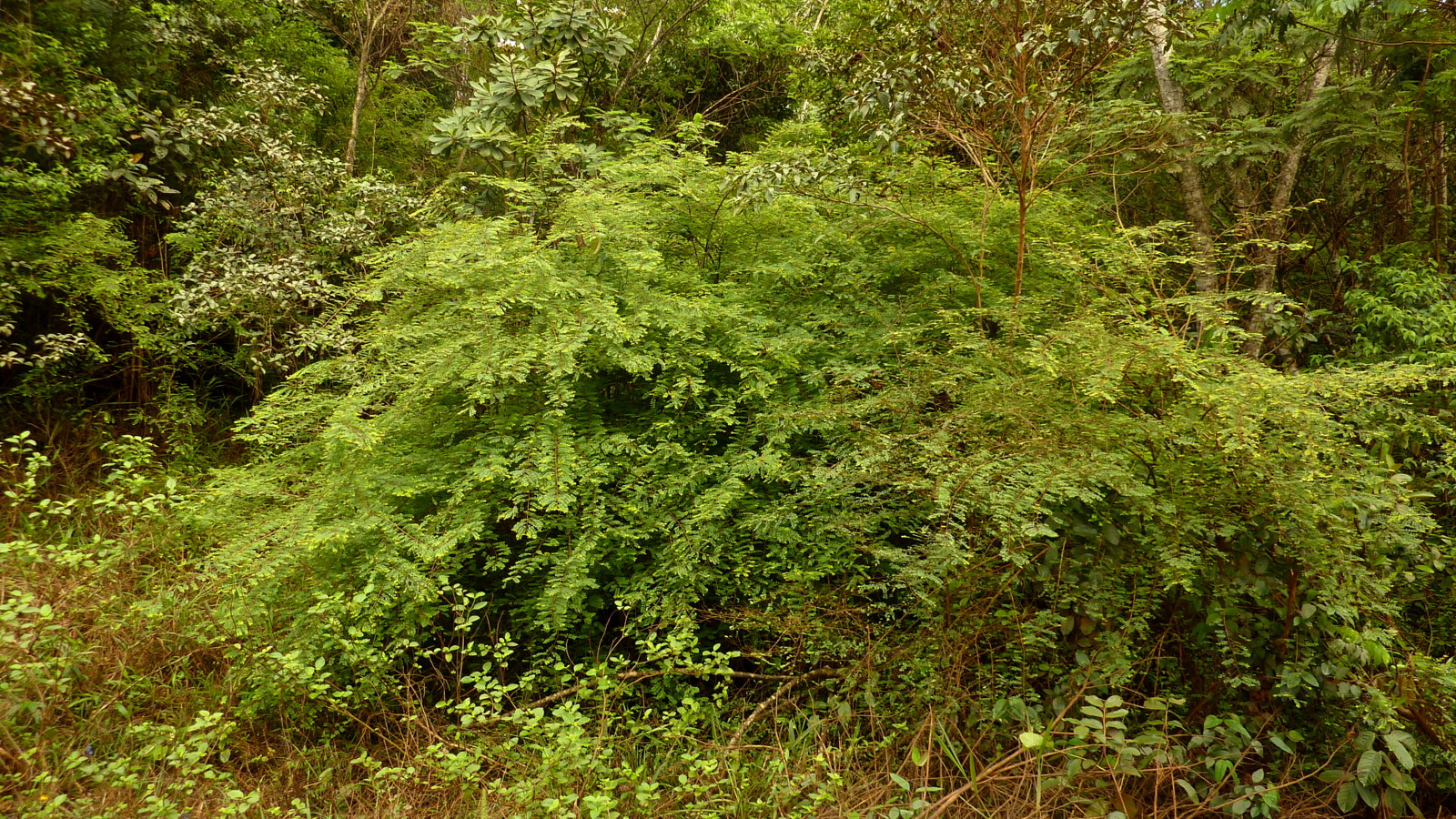
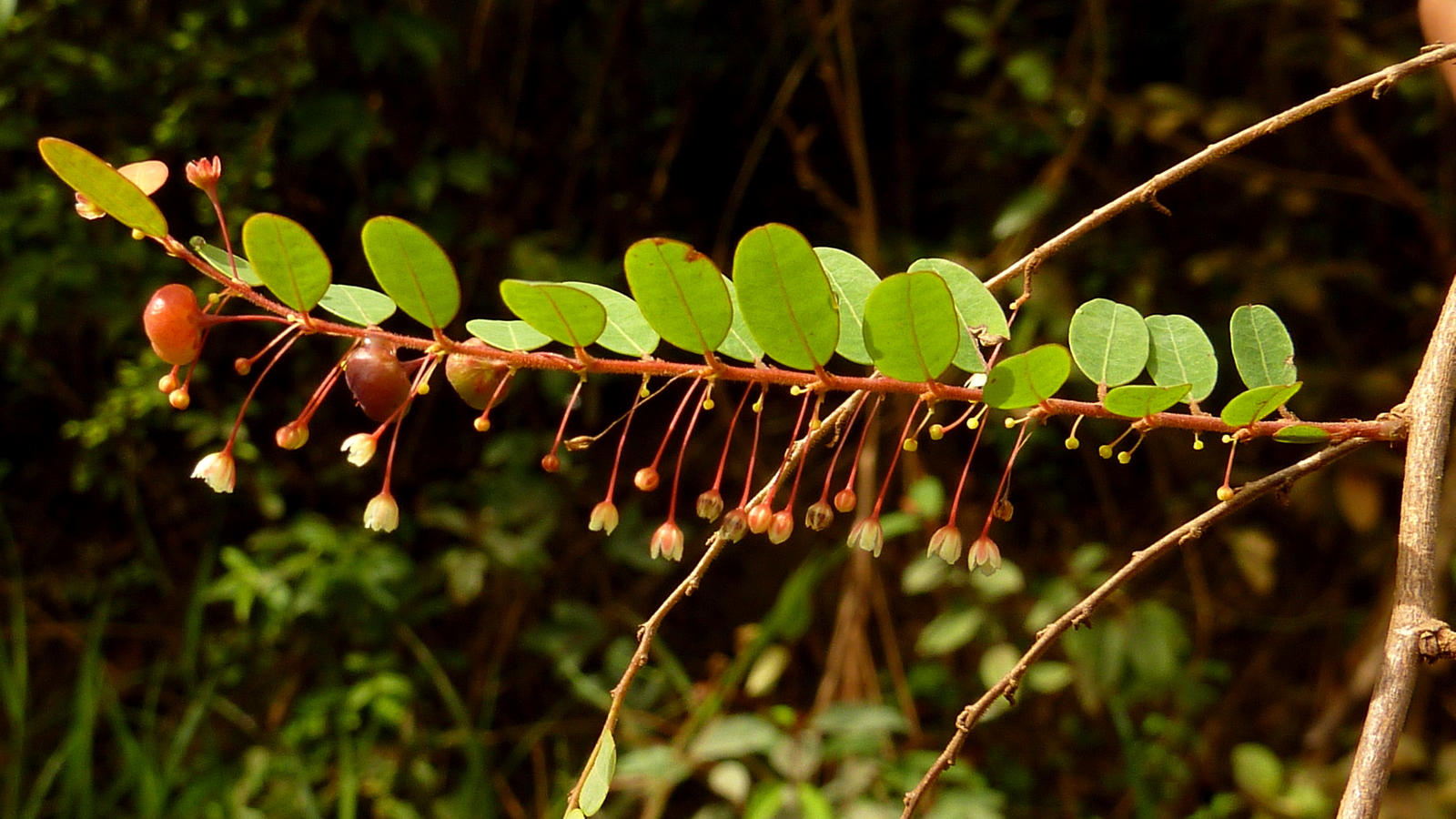